# Amblyolpium biaroliatum
Espèce
Synonymes
- Olpium biaroliatum Ellingsen, 1902

Amblyolpium biaroliatum est une espèce de pseudoscorpions de la famille des Garypinidae.

## Distribution
Cette espèce est endémique d'Inde.

## Publication originale
- Tömösváry, 1884 : Adatok az álskorpiók ismeretéhez (Data ad cognitionem Pseudoscorpionum). Természetrajzi Füzetek, vol. 8, p. 16-27.